# 沈瑞
沈瑞（1662年—1681年），北人，清朝公爵，侯爵。因被誣陷參與策劃造反而與二弟沈珽一同自殺身亡。

## 生平
康熙九年（1670年），沈瑞承襲其叔沈永興之爵位，封為續順公，居於潮州。永曆二十九年（1675年）三藩之亂爆發，鄭經掠廣，沈瑞隨總兵劉進忠投降鄭經，封為懷安侯，居於思明，永曆三十一年（1677年）二月，舉家遷居東寧（台灣），並娶鄭斌之女鄭氏為妻。沈家人口眾多，所有米糧也不足以讓全家人溫飽，祖母金氏因此時常拿出黃金交換，或拿出元寶燒鑿維生。鄭經的貼身侍衛馮錫範得知此事後，便十分覬覦那些錢財。
永曆三十五年（1681年），鄭經逝世，馮錫范掌權，同年姚啟聖部下傅為霖造反事發，馮錫范便羅織沈瑞的罪名，指控其參與策劃造反。之後六官開會表決，一致認為不該「以『莫須有』之事，而置瑞於死地」，但馮錫範私自命令部下陳慶用白布將沈瑞及沈珽兩人勒死。沈瑞聽到消息後，便與沈珽一同上吊自殺。
沈瑞自殺後，馮錫范囚禁其眷屬，僅將沈瑞之妻鄭氏釋放。後鄭氏亦上吊自殺。